# Cyclothone atraria
Espèce
Cyclothone atraria est une espèce de poisson appartenant à la famille des Gonostomatidae.